# Devarodes picroides
Devarodes picroides är en fjärilsart som beskrevs av Druce 1907. Devarodes picroides ingår i släktet Devarodes och familjen mätare. Inga underarter finns listade i Catalogue of Life.